# بخش بیور، شهرستان فیلمور، مینه سوتا
بخش بیور (به انگلیسی: Beaver Township) یک منطقهٔ مسکونی در ایالات متحده آمریکا است که در شهرستان فیلمور، مینه‌سوتا واقع شده‌است.
 بخش بیور ۹۳٫۴ کیلومتر مربع مساحت و ۲۴۳ نفر جمعیت دارد و ۳۹۵ متر بالاتر از سطح دریا واقع شده‌است.